# La Plagne Tarentaise
Pour les articles homonymes, voir Plagne.
La Plagne Tarentaise est, depuis le 1er janvier 2016, une commune nouvelle française située dans le département de la Savoie, en région Auvergne-Rhône-Alpes.

## Géographie

### Communes limitrophes
| Beaufort       |                      | Bourg-Saint-Maurice  |
| Aime-la-Plagne | La Plagne Tarentaise | Les Chapelles Landry |
| Bozel          | Champagny-en-Vanoise | Peisey-Nancroix      |

### Climat
Pour des articles plus généraux, voir Climat d'Auvergne-Rhône-Alpes et Climat de la Savoie.
En 2010, le climat de la commune est de type climat de montagne, selon une étude du Centre national de la recherche scientifique s'appuyant sur une série de données couvrant la période 1971-2000. En 2020, Météo-France publie une typologie des climats de la France métropolitaine dans laquelle la commune est exposée à un climat de montagne ou de marges de montagne et est dans la région climatique Alpes du nord, caractérisée par une pluviométrie annuelle de 1 200 à 1 500 mm, irrégulièrement répartie en été.
Pour la période 1971-2000, la température annuelle moyenne est de 9,2 °C, avec une amplitude thermique annuelle de 18 °C. Le cumul annuel moyen de précipitations est de 972 mm, avec 9,5 jours de précipitations en janvier et 8,4 jours en juillet. Pour la période 1991-2020, la température moyenne annuelle observée sur la station météorologique de Météo-France la plus proche, « Peisey Nancroix », sur la commune de Peisey-Nancroix à 7 km à vol d'oiseau, est de 8,2 °C et le cumul annuel moyen de précipitations est de 946,9 mm,. Pour l'avenir, les paramètres climatiques de la commune estimés pour 2050 selon différents scénarios d'émission de gaz à effet de serre sont consultables sur un site dédié publié par Météo-France en novembre 2022.

## Urbanisme

### Typologie
Au 1er janvier 2024, La Plagne Tarentaise est catégorisée commune rurale à habitat dispersé, selon la nouvelle grille communale de densité à sept niveaux définie par l'Insee en 2022.
Elle est située hors unité urbaine. Par ailleurs la commune fait partie de l'aire d'attraction de Bourg-Saint-Maurice, dont elle est une commune de la couronne,. Cette aire, qui regroupe 9 communes, est catégorisée dans les aires de moins de 50 000 habitants,.

## Toponymie
La Plagne Tarentaise est un toponyme composé du nom de la station de sports d'hiver La Plagne associé au nom de la vallée de la Tarentaise où se trouve la commune.
Le toponyme Plagne est un mot régional désignant un lieu plat, un plateau. Selon André Pégorier, il dérive de l'ancien français « plagne, plaigne » (une plaine). Le choix du nom de la station remonte aux années 1970 et s'est imposé aux différentes stations-villages et au domaine skiable.
Le nom de Tarentaise provient de l'ancien nom latin de son centre politique, Moûtiers, Darantasia, siège d'un évêché depuis le Ve siècle. L'usage du nom pour la province remonterait au XIe siècle.

## Histoire
Créée par un arrêté préfectoral du 10 novembre 2015, elle est issue du regroupement des quatre communes de Bellentre, de La Côte-d'Aime, de Mâcot-la-Plagne et de Valezan qui deviennent des communes déléguées. Son chef-lieu est fixé à Mâcot-la-Plagne.

## Politique et administration
Jusqu'aux prochaines élections municipales de 2020, le conseil municipal de la nouvelle commune sera constitué de l'ensemble des conseillers municipaux des anciennes communes. Un nouveau maire sera élu début 2016. Les maires actuels des communes deviendront maires délégués de chacune des anciennes communes.

### Administration municipale
Le conseil municipal de La Plagne Tarentaise, ainsi que l'équipe municipale, est composé d'un maire, de six maires-adjoints, dont 3 sont maires délégués, et de 22 conseillers municipaux.
Voici ci-dessous le partage des sièges au sein du conseil municipal de La Plagne Tarentaise :
| Nom                     | Code Insee | Intercommunalité       | Superficie (km2) | Population (dernière pop. légale) | Densité (hab./km2) |
| ----------------------- | ---------- | ---------------------- | ---------------- | --------------------------------- | ------------------ |
| Mâcot-la-Plagne (siège) | 73150      | CC Les Versants d'Aime | 37,86            | 1 801 (2013)                      | 48                 |
| Bellentre               | 73038      | CC Les Versants d'Aime | 23,94            | 929 (2013)                        | 39                 |
| La Côte-d'Aime          | 73093      | CC Les Versants d'Aime | 26,26            | 851 (2013)                        | 32                 |
| Valezan                 | 73305      | CC Les Versants d'Aime | 8,01             | 233 (2013)                        | 29                 |

| Période                                  | Période  | Identité      | Étiquette | Qualité |
| ---------------------------------------- | -------- | ------------- | --------- | --- |
| janvier 2016                             | en cours | Jean-Luc Boch | DVD       | - Chef d'entreprise du B.T.P, entrepreneur - Maire de Mâcot-la-Plagne 2014-2016 - Maire délégué de Mâcot-la-Plagne depuis le 1er janvier 2016-en cours - Président de France Montagnes depuis le 30 mars 2017-en cours - Président de l’Association nationale des maires des stations de montagne (ANMSM) depuis le 17 septembre 2020-en cours |
| Les données manquantes sont à compléter. |          |               |           | |

#### Affaire présumée de prise illégale d’intérêts du maire
Cette affaire concerne la vente d'un terrain communal en vue de la réalisation d'un programme immobilier touristique dans la station de la Plagne en 2017. Une partie des travaux a été sous-traitée à une entreprise dirigée par le maire alors que celui-ci a participé au vote de la délibération autorisant la cession des terrains. De plus, le prix au mètre carré des parcelles a été modifié, créant un préjudice pour la commune.
En 2019, le tribunal administratif de Grenoble a annulé la délibération autorisant la cession des terrains en raison du conflit d'intérêts du maire. L’association française de lutte contre la corruption ANTICOR a par ailleurs porté plainte pour prise illégale d'intérêts, soulignant l'absence de contrôle effectif de conflit d'intérêts impliquant l'élu en matière d'urbanisme.
Suite à des perquisitions à la mairie de La Plagne-Tarentaise et au domicile du maire en novembre 2020, une information judiciaire est ouverte en août 2021.

## Démographie
À sa création, la commune compte 3 814 habitants, par addition des données de population légale publiées par l'Insee de Bellentre (929 hab.), La Côte-d'Aime (851 hab.), Mâcot-la-Plagne (1 801 hab.) et Valezan (233 hab.), pour l'année 2013.
L'évolution du nombre d'habitants est connue à travers les recensements de la population effectués dans la commune depuis sa création.

En 2022, la commune comptait 3 825 habitants, en évolution de +4,51 % par rapport à 2016 (Savoie : +3,63 %, France hors Mayotte : +2,11 %).
| 2014  | 2015  | 2020  | 2022  |
| ----- | ----- | ----- | ----- |
| 3 760 | 3 685 | 3 828 | 3 825 |

## Économie

### Tourisme
En 2015, la capacité d'accueil de la commune, estimée par l'organisme Savoie Mont Blanc, est de 52 846 lits touristiques. Le nombre de lits marchands est de 20 773.
La commune est classée station de tourisme depuis le décret du 15 décembre 2017.

#### Stations de la Plagne
La commune possède une grande partie des stations de ski de La Plagne, à savoir 8 des 11 sites : Plagne Centre, Plagne-Villages, Plagne Bellecôte, Belle Plagne, Plagne 1800, Plagne Soleil, Montchavin et Les Coches.

##### Appartenance au Syndicat de la Grande Plagne (SIGP)
La commune fait partie du Syndicat de la Grande Plagne (SIGP), fondé en 1961 pour gérer le domaine skiable de la Grande Plagne. En conséquence de cette création, le SIGP est devenu l'autorité organisatrice en ce qui concerne les remontées mécaniques du domaine. La commune de La Plagne-Tarentaise, tout comme les autres communes faisant partie de ce syndicat, ne participe plus directement à la gestion du domaine skiable depuis cette création.
Le Syndicat de la Grande Plagne a pour mission principale de redistribuer ses recettes provenant de l'exploitation du domaine skiable aux communes membres. Sur le total de 5,5 % de redevance prélevée sur le chiffre d'affaires du domaine de la Plagne exploité par la SAP, filiale de la Compagnie des Alpes, le SIGP en reverse 4 % à ses communes adhérentes. Cette redistribution ne se limite pas à la seule redevance : elle englobe également l'intégralité de la taxe sur les remontées mécaniques pour un montant se situant entre 3,3 M€ et 3,6 M€. La répartition de ces montants entre les différentes communes membres est effectuée selon un critère précis : la longueur de leurs remontées mécaniques

## Lieux et monuments
- Chapelle Notre-Dame-de-la-Compassion (Bellentre).

## Santé
Une enquête épidémiologique a été engagée après le signalement de 14 cas de sclérose latérale amyotrophique en relation avec le village de Montchavin entre 1990 et 2018. Après étude, ces cas ont été expliqués par la consommation de champignons toxiques, en l'occurrence la fausse-morille Gyromitra gigas.